# Kyuwia
Kyuwia is een geslacht van vliesvleugeligen uit de familie van de Trichogrammatidae. De wetenschappelijke naam van dit geslacht is voor het eerst geldig gepubliceerd in 2004 door Pinto & George.

## Soorten
Het geslacht Kyuwia omvat de volgende soorten:
- Kyuwia doutti Pinto & George, 2004
- Kyuwia zuria Pinto & George, 2004